# NKT
NKT s.r.o. (dříve nkt cables s.r.o.) je firma zabývající se výrobou kabelů. Je součástí mezinárodní skupiny NKT A/S (NKT CABLES GROUP A/S), která působí ve 14 zemích se sídlem v Dánsku. Firma má aktuálně dva výrobní závody, které byly ve 20. století součástí podniku Kablo, a to na Kladně (KABLO Kladno, n.p.) a ve Velkém Meziříčí (Kablo Velké Meziříčí). Ke spojení bývalých závodů Kablo (Kladno, Velké Meziříčí, Vrchlabí) došlo v roce 2013. Závod Vrchlabí se opět v roce 2016 osamostatnil po prodeji novému vlastníkovi.

## Kladno
Zabývá se výrobou nízkonapěťových kabelů do 1 kV a kabely s nízkým rizikem požáru či z materiálů hoření zpomalujících. K významným dodávkám v Česku patří kabely pro pražské metro nebo Jadernou elektrárnu Dukovany.
Výroba je rozdělena na tažení a lanování drátů, izolování, stáčení kabelové duše a plášťování. K dispozici je přes 25 výrobních linek (rozděleny dle funkcí), kdy některé jsou schopny vyrábět v tandemovém režimu. Kromě běžné výroby zde probíhá vývoj nových výrobků.

### Historie

#### Počátky výroby
Počátky závodu spadají až do roku 1865, kdy se v areálu dolu Thinnfeld vystavěly mechanické dílny, kde se vyráběla ocelová lana pro potřeby kladenských dolů v majetku Státní železniční společnosti STEG (Staatseisenbahngesellschaft). Původní tovární zděná budova měla plochu 700 m čtverečních a pracovalo zde 17 dělníků, 1 dílnyvedoucí a jeden inženýr. V přízemí továrny bylo 12 různých druhů strojů a lanárna byla již vybavena zkušebními přístroji kvůli přísným předpisům pro lana používaná v dolech. Mezi roky 1880 až 1900 se počet dělníků už pohyboval mezi 42 až 48 muži. Po roce 1910 ukončil důl Thinnfeld svou činnost, nicméně závod se dále rozšiřoval, zejména pod vedením Leopolda Pohla, který prosadil zavedení vodivého materiálu a výrobu kabelů. 

#### Meziválečné období
Po konci 1. sv. v., kdy zde pracovalo zhruba 266 pracovníků, vyráběl závod už silové kabely. 31. října 1918 pronajal STEG továrnu Svazu těžařů za 15 milionů korun v akciových papírech a měsíční nájemné 100 tisíc. Vlivem upravení poměrů měny bylo však nájemné sníženo na 6 666 Kč měsíčně. Po prohraném soudním sporu vyvolaném STEGem a vlivem nostrifikace se ze Svazu těžařů stali právoplatní majitelé. Leopold Pohl byl jmenován ředitelem továrny a prosadil výstavbu velké tovární haly s ocelovou konstrukcí.  Po částečném dokončení stavby roku 1920 se začalo s výrobou kabelů a jiných izolovaných materiálů. V roce 1924 vzniká akciová společnost Kablo se sídlem v Praze, přičemž 51 % vlastnil stát a 47 % Škodovy závody v Plzni. V roce 1926 začala výroba dynamodrátů a dynamopásů. 
V letech 1929-1930 byla budována hala pro výrobu izolovaných vodičů. Následně byla prodloužena hala výrobny silových a sdělovacích kabelů, vystavěla se tažírna měděných drátů s žíhárnou a cínárnou, vznikla nová budova mechanických dílen a také nová budova truhlárny (která byla po požáru v roce 1942 přestavena). Vlivem hospodářské krize klesl počet pracovníků mezi lety 1930 a 1933 z 510 na 280 pracujících, stejně tak klesal i obrat. I v této době byl podnik schopen dodávat silnoproudé kabely do zemí jako Polsko, Rumunsko, Litva, Portugalsko, Řecko, Turecko, Indie, Čína či Persie. Roku 1936 získala továrna také velkou zakázku na výrobu lan pro stavbu lanovky na Lomnický štít. Roku 1939 se do dvoupatrové výrobny dynamodrátů umístila nová výroba smaltovaných drátů (která byla později vedením zrušena). 

#### 2. světová válka
V letech 1941-1942 započala výroba lan ocelovo-hliníkových a v průběhu 2. sv. v. se továrna stala největším dodavatelem těchto lan na území protektorátu. Díky válečné konjunktuře vykazuje firma rekordní obraty (v roce 1942 byl obrat 170,7 mil. Kč) a to i přes to, že podnik nebyl zatížen velkým množstvím válečných dodávek  (Wehrmachtu dodával zejména telefonní kabely). Podniku zároveň nebyl přidělen zvláštní vojenský pověřenec německé armády jako tomu bylo u hutí Poldi. V roce 1944 zaměstnával podnik už 1538 pracovníků, přičemž následující dva roky klesal počet až na 1282 pracovníků. I přes snížení stavů (vlivem poválečného pohybu lidí) vykazoval podnik rekordní obrat 353 mil Kčs.

#### Socialismus
Po válce začala výroba velkých zakázek pro SSSR, přičemž roční dodávky se pohybovaly mezi 2 až 2,5 tis. km především silnoproudých kabelů. Portfolio závodu bylo poznamenáno specializací států v rámci RVHP. Stejně tak tomu bylo s cílovými destinacemi dodávek. V tomto období byl závod řízen jako samostatný národní podnik, ale už v roce 1946 byl začleněn do spol. Kablo Bratislava, n.p. až do r. 1950. Roku 1948 se stěhovalo 14 rodin zaměstnanců podniku do nových závodních bytů v Unhošťské ulici v Kročehlavech. Bytový fond podniku se i nadále rozšiřoval byty v Rozdělově či domky ve Vinařicích. V roce 1952 byla zastavena výroba drátěných důlních lan. Během roku 1953 byla vyřízena dlouho vyvíjená a komplikovaná dodávka 110 kV kabelu pro slapskou vodní elektrárnu. Ačkoliv měly klasické kabely s papírovou izolací a kovovým pláštěm téměř neotřesitelnou pozici na trhu, začalo Kablo v roce 1954 s výrobou prvních kabelů s PVC izolací a pláštěm. Při reorganizaci v r. 1958 se novým centrem koncernu Kablo stala spol. Kablo Kladno, n.p. Na počátku 60. let 20. stol. proběhl výměnný pracovní program mezi pracovníky z kladenského Kabla a pracovníky z KLDR kvůli předpokládané výstavbě kabelovny v Pchjongjangu. Mezi lety 1968 až 1970 byla dostavěna 56 metrů vysoká věž vertikální průběžné vulkanizace, která měla pomoci při výrobě těžkých hadicových kabelů, výrobna granulátu PVC a také nový sklad materiálu. Export mezi lety 1970-1974 směřoval do zemí jako Švédsko, Norsko, Dánsko, ale i Libye, Pákistán či Irák. V 70. letech 20. stol. byla dostavěna nová sociální budova (obsahovala šatny, umývárny, učebny či zasedací místnosti), hala dynamovodičů pro elektrické vypalovací pece a také nové vodní hospodářství. V roce 1981 byla dokončena stavba nové gumárny. 

#### Porevoluční vývoj
V roce 1981 vznikla spol. Závody silnoproudé elektrotechniky, koncern Praha (ZSE) pod které spadalo i Kladno, ale pouze jako pobočka. V roce 1988 dochází k rozpadu ZSE, provoz na Kladně však ještě dlouho fungoval pod původním názvem. V roce 1989 vyrábí firma první bezhalogenové kabely se zlepšenou ochranou proti požáru. V roce 1990 začalo nové vedení s velkým úklidem a renovací závodu. V tomto období se uskutečnila významná dodávka nově vyvinutých nehořlavých kabelů pro jadernou elektrárnu Temelín. K 1. lednu 1993 byla v rámci privatizace založena akciová společnost KABLO KLADNO, a.s. O rok později vstupuje do podniku strategický akcionář - německý koncern Felten & Guilleaume Kabelwerke GmbH. V roce 1995 byla ukončena výroba s papírovou napuštěnou izolací a kovovým pláštěm. V roce 1997 se započalo s demolicí budovy hostince "U Mikšovských" nacházející se naproti budově ředitelství, což byla poslední stavba bývalého Thinnfeldu.
V roce 1999 Felten & Guilleaume Kabelwerke GmbH fúzuje s firmou nkt cables A/S a Kladenská pobočka se tak stává součástí dánského koncernu NKT. To s sebou nese i změnu názvu společnosti na nkt cables, a.s.

## Velké Meziříčí
Závod se specializuje na výrobu středonapěťových kabelů do 50 kV.

### Historie
6. června 1946 byla založena kabelovna ve Velkém Meziříčí kvůli potřebě využití areálu bývalé klihárny a zajištění nových pracovních pozic, a to pod jménem Köppel a.s. (Továrna na káble a gumové zboží L. Köppel a.s.) Firma začala výrobou vodičů, textilních šňůr, hadicových kabelů, smaltovaných drátů, dynamodrátů a svářecích kabelů. Po znárodnění v roce 1948 se stal závod součástí národního podniku KABLO Bratislava a do Meziříčí přestěhovaly stroje ze zrušených kabeloven v Liberci, Vsetíně a dalších. V r. 1950 vzniká samostatné KABLO Velké Meziříčí, n.p., a v r. 1958 je součástí KABLO Kladno n.p. Závod se dynamicky rozrůstal a zažíval intenzivní výstavby od roku 1956 až 1981. V roce 1988 se stává součástí Kombinátního podniku ZSE Praha a v r. 1990 opět samostatným státním podnikem KABLO Velké Meziříčí. Privatizace probíhala mezi lety 1994 a 1996 a tím vzniká KABLO ELEKTRO Velké Meziříčí, spol. s r.o. Členem skupiny NKT se stává v roce 2007 se změnou názvu na nkt cables Velké Meziříčí k.s.

## Finanční výsledky
| Výroční zprávy    | 2003   | 2004   | 2005   | 2006    | 2007    | 2008     | 2009   | 2010    | 2011    | 2012    | 2013    |
| ----------------- | ------ | ------ | ------ | ------- | ------- | -------- | ------ | ------- | ------- | ------- | ------- |
| EBIT (tis.kč)     | 71 256 | 42 326 | 40 095 | 144 491 | 141 070 | -136 528 | 14 408 | -28 412 | -44 239 | -30 574 | -46 745 |
| Počet zaměstnanců | 424    | 374    | 345    | 378     | 374     | 407      | 396    | 409     | 406     | 355     | 984     |

| Výroční zprávy    | 2014    | 2015    | 2016    | 2017 | 2018     | 2019     | 2020   |
| ----------------- | ------- | ------- | ------- | ---- | -------- | -------- | ------ |
| EBIT (tis.kč)     | 261 402 | 193 020 | 324 184 | -401 | -132 454 | -220 404 | -5 549 |
| Počet zaměstnanců | 885     | 879     | 518     | 518  | 527      | 472      | 468    |